# Tadarida kuboriensis
Tadarida kuboriensis es una especie de murciélago de la familia Molossidae.

## Distribución geográfica
Es endémica de Nueva Guinea (Indonesia y Papúa Nueva Guinea).